# Kwadratische integreerbaarheid
Met kwadratische integreerbaarheid wordt in de functieanalyse bedoeld dat wanneer het kwadraat van de absolute waarde van een functie geïntegreerd wordt over een gegeven ruimte er een eindige integratiewaarde ontstaat. Met andere woorden:
{\displaystyle \int _{-\infty }^{\infty }|f(x)|^{2}\,dx<\infty }
Er wordt van bovenstaande functie f(x) gezegd dat ze kwadratisch integreerbaar is in het interval (−∞, ∞). De functie kan zowel reëel als complex zijn.
Kwadratisch integreerbare functies vormen een inwendig-productruimte, waarvan hun inwendig product wordt gegeven door:
{\displaystyle \langle f,g\rangle =\int _{A}f(x){\overline {g(x)}}\,dx}
Hierbij is g(x) de complex geconjugeerde van de functie g(x). A is de ruimte waarover geïntegreerd wordt.

## Kwantummechanica
Met name in de kwantummechanica is de kwadratische integreerbaarheid van bijzonder belang. Het is namelijk een van de 3 voorwaarden die in het eerste postulaat wordt aangedragen opdat aan een gegeven golffunctie het karakter van een waarschijnlijkheidsamplitude (in wezen een kansverdeling) kan worden toegekend. Hierbij vormt de golffunctie een inwendig-productruimte met het complex geconjugeerde van zichzelf, wat leidt tot de uitdrukking
{\displaystyle \int _{-\infty }^{\infty }|\Psi (q_{1},q_{2},q_{3},...,t)|^{2}\,dr<\infty }
Daarnaast moet de gegeven golffunctie ook eenduidig en continu zijn. Een voorbeeld van een dergelijke golffunctie is
{\displaystyle |\Psi |^{2}=e^{-\alpha x^{2}}}
Integratie over de volledige ruimte (hier over x) levert:
{\displaystyle \int _{-\infty }^{\infty }e^{-\alpha x^{2}}\,dx={\sqrt {\frac {\pi }{\alpha }}}}